# Plouha
Plouha ist eine französische Gemeinde mit 4677 Einwohnern (Stand 1. Januar 2022) im Département Côtes-d’Armor in der Bretagne und Hauptort des Kantons Plouha.
Der Ort liegt 27 Kilometer nordwestlich von Saint-Brieuc und etwa drei Kilometer von der Atlantikküste entfernt. Dort befinden sich an der Pointe de Plouha mit 104 Metern die höchsten Klippen der Bretagne.

## Bevölkerungsentwicklung
| Jahr          | 1962 | 1968 | 1975 | 1982 | 1990 | 1999 | 2009 | 2016 |
| Einwohner     | 4227 | 4296 | 4195 | 4248 | 4197 | 4401 | 4582 | 4484 |
| Quelle: INSEE |      |      |      |      |      |      |      |      |

## Baudenkmäler
Siehe: Liste der Monuments historiques in Plouha

## Gemeindepartnerschaft
Die irische Kleinstadt Killorglin ist eine Partnerstadt von Plouha.

## Weblinks

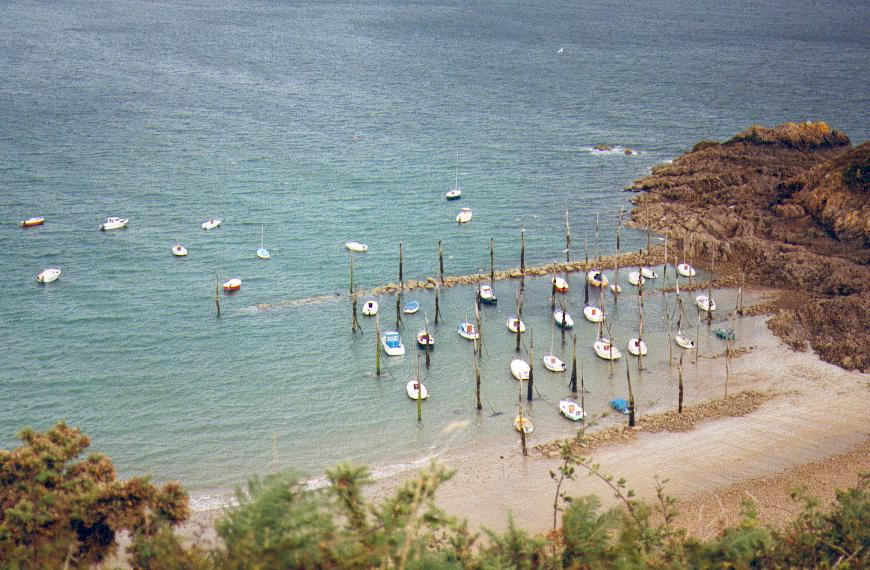
Hafen Gwin Zegal in Plouha